# Cratere Shushan
Shushan  è un cratere sulla superficie di Venere.